# Erik Staaff
Erik Schöne Staaff (Estocolm, 4 de març de 1867 - 22 d'agost de 1936) fou un romanista i hispanista suec. Fou fill del polític Albert Staaff (1821–1895) i germà del també polític Karl Staaff (1860–1915) i del periodista i literat Pehr Gustav Staaff (1856–1903).

## Vida i obra
Staaff va iniciar els estudis a Uppsala el 1885 on es va llicenciar (1894) i doctorar el 1896 amb la tesi Le suffixe -arius dans les langues romanes (Uppsala 1896); el mateix any es va convertir en professor associat de filologia romànica. El 31 de desembre de 1908 va ser nomenat catedràtic i finalment va ser nomenat emèrit el 1932.
Després d'un viatge per Espanya (1903–1904) es va especialitzar en hispanística i publicà tant estudis lingüístics com també de tema literari: Études sur les pronoms abrégés en ancien espagnol (a "Skrifter utgifna af kungliga humanistiska vetenskapssamfundet", XI: 2, 1906), Étude sur l'ancien dialecte léonais (1907), o Evangelios e epistolas con sus exposiciones en romance según la versión castellana del siglo XV (1908; amb Isak Collijn). També "Deux chartes léonaises" a "Studier i modern språkvetenskap" vol. III
Altres publicacions foren sobre el francès: "Le suffixe -iéme en français", "Sur le développement phonétique de quelques mots atones en français", o "Le développement phonétique de -abilis et -ibilis en français", en els volums I, II, i V dels "Studier i modern språkvetenskap" (Estudis de lingüística moderna), publicats per la Societat Filosòfica d'Estocolm, de la qual Staaff era membre. Aquesta societat publicà també el 1917 un volum dels seus "Studier i modern språkvetenskap" en homenatge a Staff en el seu 50è aniversari.
Staaff tingué a més una tasca com a traductor, sobretot en els seus primers anys; traduí al suec autors com Balzac o Blasco Ibáñez.